# Parwiz Dawudi
Parwiz Dawudi (پرويز داوودي, Parviz Dâvudi; ur. 5 lutego 1952 w Teheranie, zm. 18 kwietnia 2024), irański ekonomista i polityk, od 11 września 2005 roku sprawujący urząd pierwszego wiceprezydenta Iranu w gabinecie prezydenta Mahmuda Ahmadineżada.
Absolwent uniwersytetu stanu Iowa z 1981.